# Петтісвілл (Огайо)
Петтісвілл (англ. Pettisville) — переписна місцевість (CDP) в США, в окрузі Фултон штату Огайо. Населення — 469 осіб (2020).

## Географія
Петтісвілл розташований за координатами 41°31′59″ пн. ш. 84°13′28″ зх. д. / 41.53306° пн. ш. 84.22444° зх. д. (41.532920, -84.224421).  За даними Бюро перепису населення США в 2010 році переписна місцевість мала площу 2,47 км², з яких 2,46 км² — суходіл та 0,00 км² — водойми.

## Демографія
Згідно з переписом 2010 року, у переписній місцевості мешкало 498 осіб у 186 домогосподарствах у складі 143 родин. Густота населення становила 202 особи/км².  Було 197 помешкань (80/км²).
Расовий склад населення:
| - 95,6 % — білих - 1,0 % — азіатів - 0,2 % — корінних американців - 2,2 % — осіб інших рас |

До двох чи більше рас належало 1,0 %. Частка іспаномовних становила 9,8 % від усіх жителів.
За віковим діапазоном населення розподілялося таким чином: 26,7 % — особи молодші 18 років, 55,8 % — особи у віці 18—64 років, 17,5 % — особи у віці 65 років та старші. Медіана віку мешканця становила 41,8 року. На 100 осіб жіночої статі у переписній місцевості припадало 93,8 чоловіків;  на 100 жінок у віці від 18 років та старших — 86,2 чоловіків також старших 18 років.
Середній дохід на одне домашнє господарство  становив 53 404 долари США (медіана — 55 357), а середній дохід на одну сім'ю — 58 446 доларів (медіана — 58 621). Медіана доходів становила 39 688 доларів для чоловіків та 36 458 доларів для жінок. За межею бідності перебувало 4,5 % осіб, у тому числі 0,0 % дітей у віці до 18 років та 0,0 % осіб у віці 65 років та старших.
Цивільне працевлаштоване населення становило 255 осіб. Основні галузі зайнятості: виробництво — 24,3 %, роздрібна торгівля — 21,6 %, освіта, охорона здоров'я та соціальна допомога — 16,5 %.